# Eggers Werft
Die Eggers Werft war eine Werft in Cuxhaven, die von etwa 1816 bis 1889 bestand und im Holzschiffbau tätig war. Neben Schiffsreparaturen baute sie vor allem Küstenschiffe, darunter 18 größere Schiffe.

## Geschichte
Die Ansiedlung und Gründung der Werft von Joachim Eggers in Cuxhaven war auf das Bemühen des Cuxhavener Commandeurs Ernst Abendroth zurückzuführen. Seine Absicht war es, havarierten Schiffen in Cuxhaven die Möglichkeit zur Reparatur zu geben, so dass sie nicht mehr – wie bis dahin erforderlich – nach Glückstadt mussten. Für die Stadt war das ein „höchst einträgliches Gewerbe“ – so Abendroth damals. Die Ansiedlung einer Werft war der letzte Schritt dazu. Bereits zuvor konnten Handwerker für eine Reeperbahn zur Herstellung von Tauwerk und für eine Segelmacherei gewonnen werden.

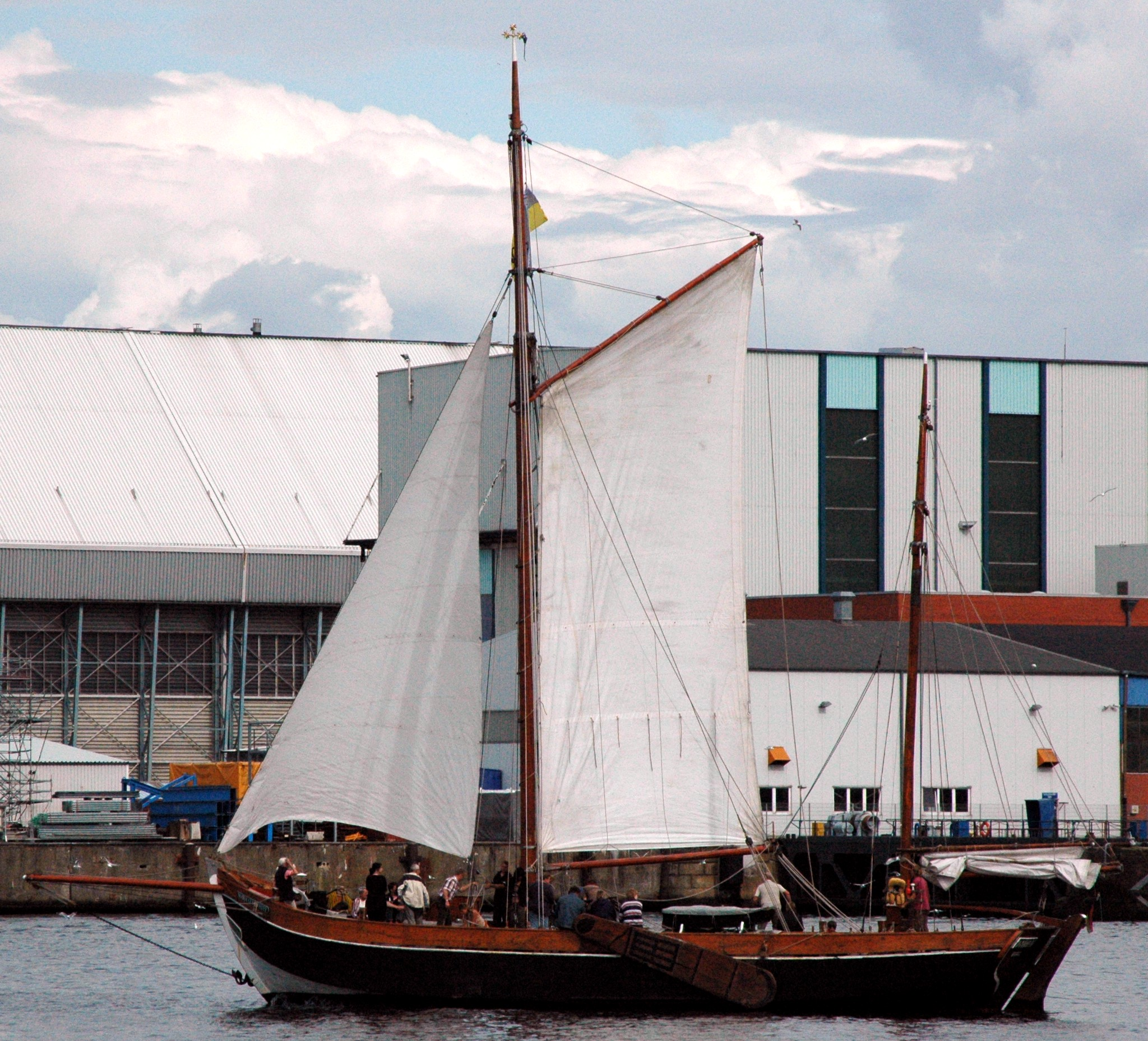
Beispiel eines Fischewers: Die Maria af von Hoff im Kieler Hafen

Für die Werftansiedlung kaufte der erfahrene Schiffbaumeister Joachim Eggers am 3. Oktober 1815 von Zimmerbaas Take Janzen ein Areal an der Ostseite des Schleusenpriels in Cuxhaven. Zusätzlich erwarb er 1816 noch zwei weitere Grundstücke an der Ostseite. Im gleichen Jahr schloss er mit dem von Hamburg bestellten Wasserbau-Condukteur einen Vertrag über die vorübergehende Nutzung eines Platzes zum Kielholen von Schiffen, der sich oberhalb der Drehbrücke befand.
Über die Schiffbauaktivitäten der Eggers Werft geben im Wesentlichen die Baulisten aus dem Cuxhavener Stadtarchiv Auskunft, da sich die Überholung oder Untersuchung eines Schiffes seltener in der Literatur niederschlägt. Als Beispiel für diese Tätigkeit kann der Fall des Ewers Maria genannt werden: Am 11. November 1848 strandete der Ewer des Schiffers Jacob Schlichting bei schönem Wetter auf dem Scharhörnstrand vor Cuxhaven. Da keine Ursache zu erkennen war, wurde das Schiff nach der Bergung zur näheren Untersuchung in die Eggers Werft verholt.

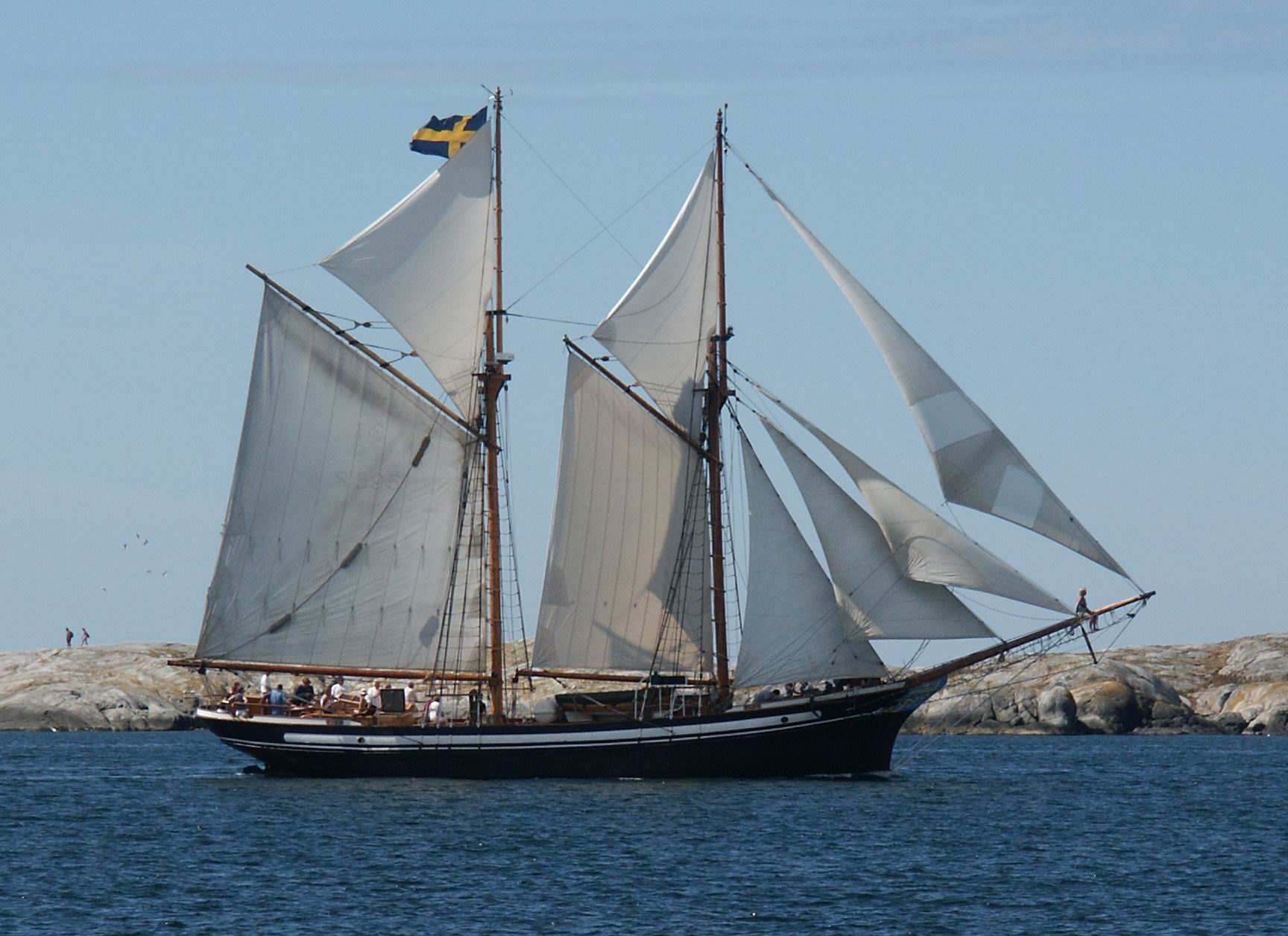
Beispiel eines Schoners: Die Atene: 2 Toppsegel (oben), darunter jeweils ein Gaffelsegel, vorne vier Vorsegel

Zu den Neubauten der Werft zählten insbesondere kleinere Schiffe, die in der Küstenschifffahrt und in der Fischerei eingesetzt wurden. In den Baulisten werden wiederholt Ewer und Kuffe erwähnt – charakteristische Typen, wie sie auch in Cuxhaven im Alltag zu sehen waren. Einer der größten und beständigsten Auftraggeber der Werft war die Hamburgische Marineverwaltung, für die Eggers fast alle Aufträge erhielt. Dazu zählte auch die Überholung bzw. der Neubau von „Leuchtschiffen“, wie Feuerschiffe damals genannt wurden. So erhielt die Werft 1837 – dem Jahr der Werftübergabe von Joachim Eggers an seinen Sohn Johann – den Auftrag, dass Leuchtschiff Jacob Hinrich wieder aufzubauen, das am 29. Juli 1837 abgeliefert wurde. 1854 wiederum baute die Werft ein neues Leuchtschiff, die Ernst, die 1910 nach einer Kollision auf der Elbe unterging. Das Feuerschiff zählte zu den größeren Neubauten der Werft. Daneben baute die Werft insbesondere Schoner und Schonerbriggs, die sowohl in der Küstenschifffahrt und darüber hinaus sogar im Fernhandel eingesetzt wurden. Zwei dieser Fahrzeuge, die Schonerbrigg Active und den Schoner Marie Louise, nutzte Johann Eggers selber als Reeder. Bis 1855 lieferte die Eggers Werft insgesamt 18 größere Schiffe ab.

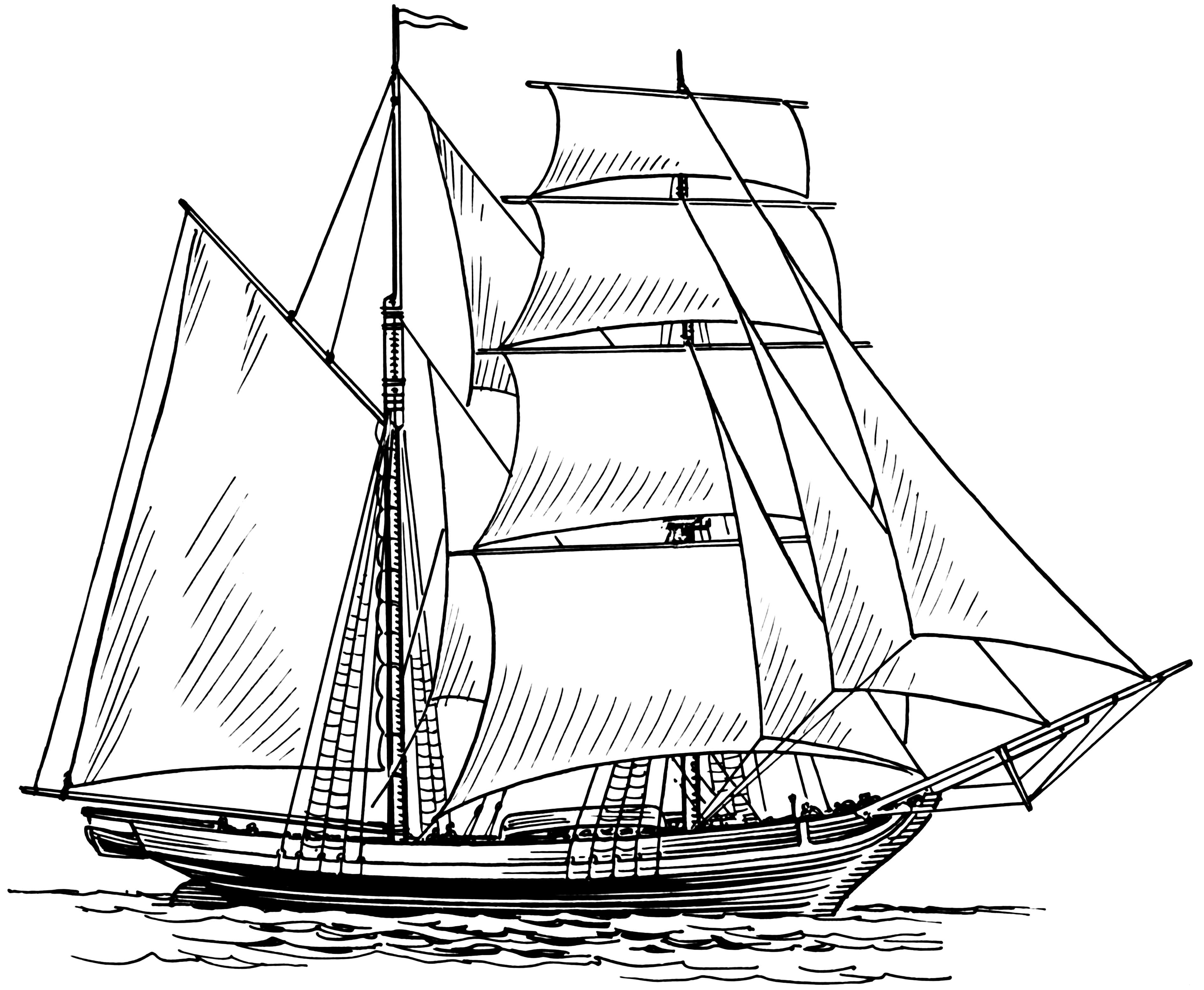
Segelplan einer Schonerbrigg

Der 1862 fertiggestellte Schoner Marie Louise war zugleich der letzte große Neubau der Werft und das größte auf der Werft gebaute Schiff. Damals begann das “Werftensterben”: Der sich verbreitende Stahlschiffbau erforderte zunehmend Konstruktionsunterlagen, die Umstellung weiter Teile der Werftausstattung und damit einen hohen Kapitaleinsatz. Diesen Übergang vom Holzschiffbau auf den Stahlschiffbau konnten sich die meisten kleinen Werften nicht leisten und mussten aufgeben – so auch die Eggers Werft. Nach dem Tod von Johann Eggers 1880 versuchte die Familie die Werft und das Grundstück zu verkaufen. Der Betrieb und das Grundstück wurde am 20. Februar 1888 von der Kaiserlichen Marineverwaltung zur Errichtung eines Minendepots erworben. Die Marine übernahm die Eggers Werft offiziell am 28. März 1889. Der Bau des Minendepots erfolgte im Jahre 1896.

## Familie Eggers
Von der Familie des Werftgründers Joachim Eggers liegen wenige Angaben vor: Bereits sein Vater, Hans Eggers, war in Finkenwerder – heute ein Stadtteil von Hamburg – als Schiffbaumeister tätig. Er war am 30. März 1792 in Lauenbruch bei Harburg gestorben. Joachim Eggers war am 23. Mai 1781 ebenfalls in Finkenwerder geboren. Er heiratete Margarete Amalie Wachholz, die am 1. Mai 1785 geboren worden war und am 18. November 1853 starb, zwei Jahre nach dem Tod ihres Mannes im Jahr 1851. Aus dieser Ehe ging ihr Sohn Johann hervor, der von 1814 bis 1880 lebte.

## Reedereibetrieb
Neben der Werft betätigten sich Joachim Eggers und Johann Eggers von 1837 bis 1866 auch als Reeder einiger kleiner Schiffe. Nachgewiesen sind vier Schiffe, die zum Teil auf der eigenen Werft gebaut wurden. Erste Anschaffung war die 1837 – dem Jahr der Werftübernahme durch Johann Eggers – auf der eigenen Werft gebaute Schonerbrigg Active. Von 1837 bis 1840 fuhr das Schiff zu den Kanarischen Inseln, Nordnorwegen sowie bis Kuba und Venezuela. 1840 übergab Eggers das Schiff an Gustav Balck aus Hamburg.
Daneben setzte er von 1839 bis 1853 auch gekaufte Schiffe ein: Neben der Kuff Alte Liebe (später Alert) zudem die Kuff Ajax. Diese verkaufte er 1852 an seinen Schwager Hans Hey. Als letztes war der 1860/62 ebenfalls auf der eigenen Werft gebaute Schoner Marie Louise für die eigene Reederei im Einsatz. Das Schiff befuhr die Route zwischen Pernambuco, Jamaika und Santos sowie Bahia in Brasilien. 1866 verkaufte Eggers auch dieses Schiff, Käufer war Georg L. A. Struve.

## Gebaute Schiffe (Auswahl)
Die Liste enthält nur die in der genannten Literatur erwähnten Neubauten. Baulisten der Werft sind im Stadtarchiv Cuxhaven erhalten.
- 1830: Ewer De Jonge Jan – Reeder C. Oltmann (1844), 13 Commerzlasten[10]
- 1835: Kuff Abendroth – 27 Commerzlasten[11]
- 1836: Schoner Teutonia – Reeder B. W. Lülcke, 27 Commerzlasten[12]
- 1837: Schonerbrigg Active – Reeder Joachim Eggers, 38 Commerzlasten[1][12]
- 1837: Leuchtschiff Jacob Hinrich – Wiederaufbau für die Hamburger Marineverwaltung, 1901 an Rickmers in Cuxhaven verkauft[1][6]
- 1840 Schoner Margaret – Reeder Carl A. Rühs, 58 Commerzlasten[13]
- 1841: Schoner Laura – Reeder J. H. Thode, 25 Commerzlasten[13]
- 1841: Schoner John & Helena – Reeder C. H. Bremer, 41 Commerzlasten[13]
- 1846: Fischerewer H.F. 28[14]
- 1851: Schoner Hugo – Reeder John R. Möller, 50 Commerzlasten[13]
- 1854: Leuchtschiff Ernst – Neubau für Hamburger Marineverwaltung; am 2. Januar 1910 vom Hapag-Dampfer Patria in Höhe der Cuxhavener Kugelbake gerammt und gesunken[1][6]
- 1862: Schonerbrigg Marie-Louise – Reeder Joachim Eggers, 62 Commerzlasten[1][6]
- 1873: Fischerewer H.F. 18[14]